# Phyllis Bide
'Phyllis Bide' est un cultivar de rosier polyantha obtenu en 1923 en Angleterre, dans le Surrey, par S. Bide & Sons. Son succès ne se dément pas depuis un siècle grâce à ses couleurs changeantes de l'abricot rosé au blanc crème simultanément.

## Description

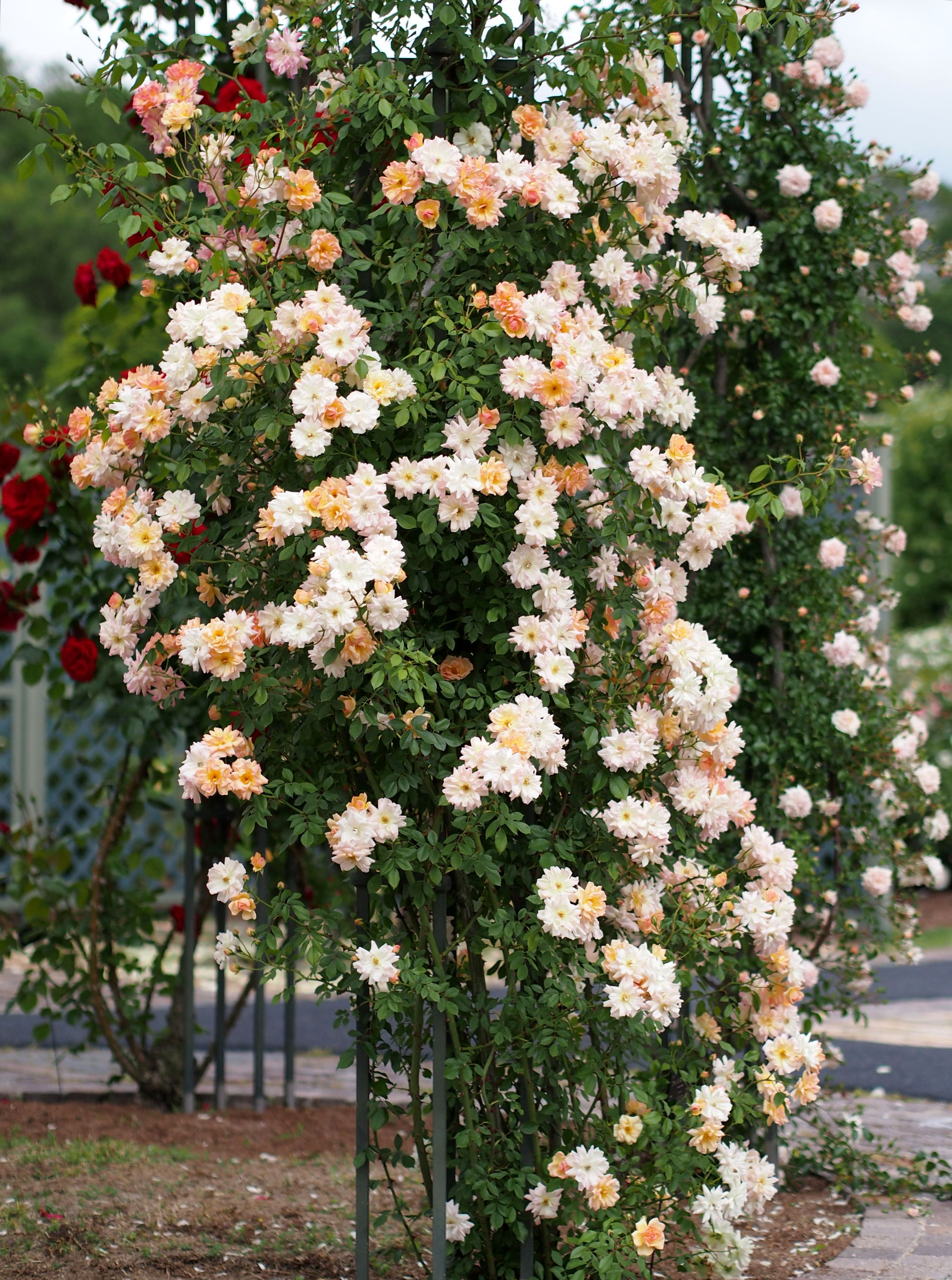
'Phyllis Bide' au Japon.

Ce rosier très florifère peut être conduit en grand arbuste ou en petit grimpant (2,5 m). Son feuillage très sain est vert mat. Il forme des guirlandes de petites fleurs doubles (5 cm de diamètre), au coloris raffiné et changeant, passant du jaune et rose vers l'abricot rosé puis le crème. Les pétales se retroussent progressivement en pointe. Il est agréablement parfumé.
Ce rosier spectaculaire fleurit de juin à octobre, les deux premières floraisons étant superbes et la troisième d'octobre plus légère. Celle de fin d'été est encore plus colorée que celle de juin-juillet. Il résiste à des températures de -15°. 
Il est issu d'un croisement 'Perle d'Or' (Rambaux, 1875) x 'Gloire de Dijon' (Jacotot, 1850).